# Іпатій Ніна Іванівна
Ні́на Іва́нівна Іпа́тій (* 26 вересня 1957, Скороходове, Чутівського району Полтавської області). Заслужений майстер народного мистецтва України; член Національної спілки майстрів народного мистецтва України. 2005 року нагороджена бронзовою медаллю «Найкращий вітчизняний товар року».

## Життєпис
У 1973—1975 роках вчилася в Решетилівському художньому училищі. В 1975—1976 працювала на Решетилівській фабриці художніх виробів. В 1976—1980 — навчання у Вижницькому училищі прикладного мистецтва — за спеціальністю майстер-художник ручної вишивки; отримала диплом з відзнакою.
Протягом 1980—1992 років працювала на фабриці художніх виробів в Решетилівці художником ручної вишивки. У 1992—1994 роках — викладач в художньому училищі Решетилівки.
З 1994 року займається творчою працею у власній майстерні. В 2000 році заснувала своє підприємство. 2002 року відкрила приватне підприємство «Народна вишивка „Іній“».
Постійно бере участь у конкурсі «Решетилівська весна».
По старовинних малюнках відтворила вишивані орнаменти дружини гетьмана Полуботка (розлогі чорно-сіро-блакитні орнаменти).

## Витоки
- Вишиванки Ніни Іпатій[недоступне посилання з грудня 2019]
- Майстри Решетилівщини
- Купальські гуляння
- Решетилівський триптих [Архівовано 13 квітня 2014 у Wayback Machine.]

| українська персоналія | Це незавершена стаття про особу, що має стосунок до України. Ви можете допомогти проєкту, виправивши або дописавши її. |